# Wikipedia - The Missing Manual
Wikipedia: The Missing Manual è un libro del 2008 di John Broughton. È una guida pratica che spiega il processo per contribuire all'enciclopedia on-line Wikipedia.
"Per chiunque sia interessato a diventare parte del nobile esperimento, questo libro è un'eccellente introduzione", ha scritto il revisore Robert Slade. Wikipedia: The Missing Manual fa parte della serie Missing Manual di O'Reilly Media, creata da David Pogue, editorialista della tecnologia per il New York Times e lo Scientific American.
Il 26 gennaio 2009, O'Reilly ha annunciato che il contenuto del libro era stato pubblicato con una licenza libera compatibile con Wikipedia.
Il libro ha uno spin-off, Wikipedia Reader's Guide: The Missing Manual, che consiste nell'Appendice B (leggermente espansa) e nel Capitolo 1 del libro.